# Zehneria gilletii
Zehneria gilletii är en gurkväxtart som först beskrevs av De Wild., och fick sitt nu gällande namn av John Frederick Jeffrey. Zehneria gilletii ingår i släktet Zehneria och familjen gurkväxter. Inga underarter finns listade i Catalogue of Life.